# بروتوكول اتصال موحد
بروتوكول الإتصال الموحد (بالإنجليزية: Universal powerline bus)‏ هو بروتوكول برمجي للإتصال عبر الخطوط الكهربائية بين الأجهزة المنزلية الآلية. تستخدم كوابل الكهرباء المخصصة لإرسال الإشارات الرقمية وتبادلها بين الأجهزة المعنية عبر تقنية الترنيم النبضي (pulse-position modulation).
يتم الإتصال بشكل لا مركزي عبر اتصال نقطة-إلى-نقطة بشكل مباشر.
يسمح البروتوكول البرمجي ل 250 جهازا ول 250 منزل لكل محول، وقد توجد محولات  لخطوط الإتصال بشكل موازي في نفس المنزل.
في حين أضافت قد تكون أكثر كفاءة من X10, لديها عدد أقل بكثير من المنتجات المتاحة في السوق.